# Топонимия Бурятии

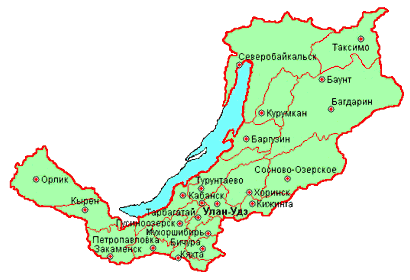
Административная карта Бурятии в современных границах

Топонимия Бурятии — совокупность географических названий, включающая наименования природных и культурных объектов на территории Республики Бурятия.
Название региона претерпело продолжительную историю трансформаций. В 1917 году была образована первая национальная автономия бурят — Государство Бурят-Монголия. Во время гражданской войны в 1919—1920 годах на территории современной Бурятии действовали несколько национальных и «белых» правительств — Государство Бурят-Монголия, теократическое Балагатское государство, Великое панмонгольское государство. В 1921 году в составе Дальневосточной республики была создана Бурят-Монгольская автономная область с административным центром в Чите, а в 1922 году — Монголо-Бурятская автономная область в составе РСФСР с центром в Иркутске. После присоединения ДВР к РСФСР в ноябре 1922 года обе автономные области объединились и 30 мая 1923 года была образована Бурят-Монгольская Автономная Советская Социалистическая Республика со столицей в Верхнеудинске (ныне — Улан-Удэ), вошедшая в состав РСФСР. Эта дата считается днём образования Республики Бурятия.
В 1937 году при разделении Восточно-Сибирской области на Иркутскую и Читинскую области из состава Бурят-Монгольской АССР были выделены Усть-Ордынский Бурятский автономный округ и Агинский Бурятский автономный округ.
7 июля 1958 года Бурят-Монгольская АССР указом Президиума Верховного Совета СССР переименована в Бурятскую АССР. В 1990 году Верховным Советом Бурятской АССР была принята Декларация о государственном суверенитете, согласно которой республика именовалась Бурятской Советской Социалистической Республикой. После распада СССР, в 1992 году Верховный Совет Бурятии принял закон о переименовании Бурятской ССР в Республику Бурятия. 21 апреля 1992 года новое название региона утверждено Съездом народных депутатов России, с тех пор оно не менялось.

## Формирование и состав топонимии
Согласно оценке В. А. Жучкевича, Бурятия относится к топонимическому региону «Восточная Сибирь», где составляет топонимический субрегион с преобладающими бурятскими топонимами. Как отмечал М. Н. Мельхеев, в силу исторических особенностей на территории региона сложилась сложная топонимия, включающая пласты палеоазиатских, эвенкийского, самодийских, тюркских, бурятского и русского языков, с явным доминированием бурятской компоненты. В силу особенностей расселения бурятские топонимы исключительно преобладают в бассейнах Селенги, Иркута и Онона, почти наполовину — в бассейнах южного Приангарья, Верхоленья, Баргузина, южного Прибайкалья. В бассейнах Ингоды, Шилки и Витима преобладают эвенкийские названия; топонимы русскоязычного происхождения распространены повсеместно, но особенно преобладают в бассейне Ингоды.
По состоянию на 22 июля 2024 года, в Государственном каталоге географических названий в Республике Бурятия зарегистрировано 12359 названий географических объектов, в том числе — 627 названий населённых пунктов. Ниже приводятся списки наиболее значимых природных объектов и крупнейших населённых пунктов Бурятии с характеристиками их этимологии.

### Гидронимы

#### Лимнонимы
В регионе более 35 тысяч озёр, крупнейшее из которых — Байкал, об этимологии названия которого существует множество версий. Наиболее распространённые версии:
- От названия народности и страны байырку (байегу, байирку, баюрку)[7][8]
- От бурятских бай- «стоять» и гал «огонь» (по легенде, Байкал образовался на месте огнедышащей горы[8][9][10][11])
- От бурятского «Байгаал-далай», «обширный, большой водоём, подобный морю», где далай означает также «необозримый, вселенский, верховный, всевышний»[8][8][12][13].
- От бурятского байхаа «природный, натуральный, естественный, существующий»[8][14]
- От бурятского «богатый огонь»[8][15]
- От якутского баай «богатый» и күөл «озеро»[8][16][17]
- От якутского байхал, байгъал «море», «большая, глубокая вода»[8][18][19]
- От арабского Бахр-ал-Бака «море, рождающее много слёз», «море ужаса»[8][20]
- От юкагирского вайгуол «плавник: лес, выброшенный на берег водой»[21][22]. Первые русские землепроходцы употребляли эвенкийское название «Ламу» («море»). Со второй половины XVII века русские переходят на название, принятое у бурят, — бур. Байгал. При этом они приспособили его к своему языку, заменив характерное для бурят «г» на более привычное для русского языка «к», в результате чего окончательно сложилось современное название. Прежнее русское название Байкала — «Святое море»[23].

Другие крупные озёра:
- Баунт (бур. Баунт нуур) — удовлетворительной расшифровки этимологии названия нет, хотя предполагается, что на эвенкийском забайкальском диалекте могло означать «охотник»[24];
- Большое Еравное и Малое Еравное (бур. Яруунын нуур) — буряты и эвенки не дают интерпретации названия на своих языках, считают, что оно произошло из другого языка[25];
- Гусиное — на бурятском языке именовалось «Хул-нуур» (буквально «нога-озеро», то есть озеро с бродом), а также «Галуута нуур» — «гусиное озеро», благодаря изобилию гнездовавших на нём в свой время водоплавающих птиц, в том числе гусей[26].

#### Потамонимы
По территории Бурятии протекает более 30 000 рек, из которых лишь 25 относятся к категории больших и средних. Крупнейшие реки:
- Селенга — по поводу этимологии существует множество версий: от бурятского «сэл» — «разлив, озеро», от эвенкского «сэлэ» — «железо»; Б. Я. Владимирцов (1929) и Г. М. Василевич (1963) полагали, что Селенга (Selene — Selenge) имеет тунгусское происхождение: «сэлэ» — «железо», «селенга» — «железный»[27];
- Баргузин — от этнонима древнего племени баргутов, обитавшего в Прибайкалье, в стране «Баргуджин-Токум», упомянутой персидским историком XIV века Рашид-ад-Дином в его труде «Сборник летописей». Этноним «баргут» означал на некоторых бурятских диалектах «глушь», «глухомань», «окраина»; при помощи суффикса множественного числа -ут образуется собирательное название барга+ут, отсюда баргут, баргут-жин, баргажан, баргузин, то есть «баргузинцы», что означало «жители окраины», «окраинные народы»[28];
- Верхняя Ангара — гидроним возник у русских как отличительный от Ангары, которую русские называли сначала Малой, а затем Нижней. На первых порах освоения территории русские Верхнюю Ангару называли просто Ангарой. Верхней Ангарой река называется в расспросных речах Максима Перфирьева и Леонтия Пенечкина об убийстве Семена Скорохода (май 1645 г.), а также в отписке енисейского воеводы Фёдора Уварова в ноябре 1646 года. Первое описание реки дал в 1675 году русский дипломат Николай Спафарий: «И река Ангара именуется к разделению к нижней Ангаре реке, которая течет из Байкала. Верхняя Ангара — река великая, и по ней есть острожек небольшой и зимовья многих промышленных и енисейских казаков. Река Ангара впадает в море тремя устьями»[29].
- Томпуда — от якутского «томпо» — водоворот.

### Ойконимы
- Улан-Удэ (бур. Улаан Үдэ хото) — ойконим состоит из двух формантов: «улан» — «красный», и «уда» — гидроним, происходящий от названия племени «уду» (удуит), обитавшего в XII веке в районе Орхона и Селенги[30]. Город возник в 1666 году как казачье зимовье Удинское, с 1680 года именовался «Удинский острог», в 1698 году переведён в разряд городов и стал называться Верхнеудинском, это название носил до 1935 года, когда был переименован в Улан-Удэ[31];
- Северобайкальск (бур. Хойто Байгалай хото) — возник в 1974 году как посёлок строителей БАМа, первоначально называвшийся Новогодний[32], в 1975 году получил статус рабочего посёлка Северобайкальск;
- Баргузин (бур. Баргажан) — от гидронима Баргузин (см. выше)[28];
- Багдарин — от эвенкийских «багда» — «белый» и -рин — суффикс, обозначающий признак по цвету; буквально «белая» (гора) — гора, сложенная из белого известняка[33];
- Бичура (бур. Бэшүүрэ) — происхождение названия точно не установлено, возможно, происходит от гидронима Бичура, происходящего от диалектного бур. писуурэ — «заросли в низине»[34];
- Петропавловка — казачий посёлок 1-й Чермутаевский, был переименован в Петропавловский по названию кладбищенской часовни в честь святых Петра и Павла в 1916 году[35]; в 1930—1940-е годы носил название «Цагатуй»;
- Сосново-Озёрское (бур. Нарhата) — в начале 1880-х годов были основаны две деревни: вначале Большая Сосновка, чуть позднее Малая Сосновка, которые позже в слились в одно село, которое получило название Сосново-Озёрское (от бурятского названия «нуур» — Сосновое озеро, в обиходе Сосновка). Параллельно с этим названием бытовало наименование Иннокентьевка, которое не прижилось[36];
- Заиграево (бур. Загарай) — назван в честь жителя села Новой Бряни крупного подрядчика Е. Ф. Заиграева, имя которого за особые заслуги перед царским правительством было присвоено посёлку и железнодорожной станции[37];
- Закаменск (бур. Захаамин хото) — основан в 1933 году как рабочий поселок «Городок», в 1938 году получил статус посёлка городского типа под названием «Джидастрой», в 1944 году Джидастрой получил статус города и был вновь переименован в «Городок», в 1959 году переименован в Закаменск;
- Иволгинск (бур. Ивалга) — до XX века существовал как бурятский улус Мангазай, в 1940 году улус Мангазай был переименован в Иволгинск в связи с переносом сюда административного центра Иволгинского района;
- Кабанск — основан русскими землепроходцами в 1678 году, одно из первых русских поселений в Забайкалье, происхождение названия от реки Кабанья;
- Кижинга (бур. Хэжэнгэ) — основано в 1915 году под названием «Шулуута» (от бур. шулууд — камни), в 1941 году переименовано в Кижингу от гидронима реки, в долине которой село расположено. На эвенкийское происхождение топонима указывает суффикс -нга, хотя объяснения значения современными эвенками нет, а на бурятском языке этимология слова не осмысливается[38];
- Курумкан (бур. Хурамхаан) — от гидронима «Курумкан» — реки, притока Баргузина, который образован путём добавления к тюркскому форманту -курум эвенкийского суффикса уменьшительной формы -кан[39];
- Кяхта (бур. Хяагта хото, монг. Хиагт хот) — от бур. хяаг, монг. хиаг — «пырей» + та (суффикс принадлежности), буквально — «пырейное место». Название стало известно после заключения в 1727 году Буринского договора между Российской империей и империей Цин о разграничении, когда была основана слобода Кяхта[40];
- Таксимо — о происхождении топонима имеется ряд версий, согласно одной из них, название происходит от эвенкийского «таксама» — «место, где имеется гончарная глина», другие интерпретации — «сосновый бор», «чаша, низменное место»; существует также топонимическая легенда о мужчине Мо и женщине Такси[41];
- Мухоршибирь (бур. Мухар Шэбэр) — от бурятских формантов «мухар» — «тупик, конец, край», и «шэбэр» — «чаща, густой лес, лесная глушь»;очевидно, связано с большой лесистостью местности в прошлом[42];
- Орлик (бур. Орлиг) — вероятно, от гидронима «Орлик», происхождение оторого неизвестно;
- Турунтаево (бур. Турантай) — образовалось на месте существовавших в Сибири с конца XVII — начала XVIII века небольших (в 2—3 дома) деревень: Костромина, Синисутуйская, Сохотайская (Коношонкина), Харитонова (Кузнецова), Ярковская;происхождение названия не установлено;
- Нижнеангарск — название происходит от Верхнеангарского острога, поставленного В XVII веке русскими казаками на берегу Верхней Ангары;
- Гусиноозёрск — от гидронима Гусиное озеро;
- Тарбагатай — по-видимому, от гидронима «Тарбагатайка», который, в свою очередь, происходит от бур. тарбагатай — тарбаганья (степной сурок), местные жители называли село Тарбатай; изначальное название — слобода Паргабентей[43];
- Кырен (бур. Хэрэн) — от гидронима «Кырен», который, в свою очередь, происходит от форманта -кири, -хири, который мог быть названием самодийского племени («кири», «хири», или «кирей», «абак-кирей» по русской транскрипции)[40];
- Хоринск (бур. Хори) — образовано слиянием двух селений: Думы и Базара, некоторое время именовалось селом Никольским, в 1917 году переименовано в Додо-Анинское, в 1926 году — в Хоринск; этимологию названия выяснить не удалось.

### Оронимы
- Хамар-Дабан (бур. Хамар дабаан) — от бурятских формантов хамар — «нос» или hамар — «орех», дабаан — «перевал, хребет»[44]);
- Морской хребет — происхождение названия не установлено;
- Улан-Бургасы — от бурятского улаан — красный и бургаhaaн — мелкий березник, кустарник[31];
- Икатский хребет — название происходит от двух одноимённых рек Икат, текущих по противоположным склонам хребта, название которых, в свою очередь, происходит от эвенкского икоат — «место остановки для кормления оленей»[45];
- Баргузинский хребет — как и гидроним Баргузин, происходит от этнонима «барга» («баргут») (см. выше)[28];
- Байкальский хребет — от гидронима Байкал;
- Северо-Муйский хребет, Южно-Муйский хребет — от эвенкийского «му» (изменённое муя — «вода, река»)[42];
- Удокан (хребет) — название складывается из формантов «уд», «уда» — «вода», и -кан — «река», то есть дословно «вода-река»[46];
- Каларский хребет — от гидронима Калар.

### Книги
- Жучкевич В.А. Общая топонимика. Издание 2-е, исправленное и  дополненное. — Минск: Вышэйная школа, 1968. — С. 432.
- Инструкция по русской передаче географических названий Бурятской АССР / Сост.: Г. Г. Кузьмина, Э. Р. Раднаев, Л. А. Пластинин; Ред. Г. Г. Кузьмина. — М., 1979. — 23 с.
- Мельхеев М.Н. Топонимика Бурятии. — Улан-Удэ: Бурятское книжное издательство, 1969. — 187 с.
- Мурзаев Э.М. Словарь народных географических терминов. — М.: Мысль, 1984. — 653 с.
- Поспелов Е. М. Географические названия мира. Топонимический словарь / отв. ред. Р. А. Агеева. — 2-е изд., стереотип. — М.: Русские словари, Астрель, АСТ, 2002. — 512 с. — 3000 экз. — ISBN 5-17-001389-2.
- Спиридонова О.Ю. (автор-составитель) и др. Топонимический словарь села Куйтун и его окрестностей Тарбагатайского района Республики Бурятия. — Улан-Удэ: Бэлиг, 2009. — 35 с.
- Статейнов А.П. Топонимика Сибири и Дальнего Востока. — Красноярск: Буква "С", 2008. — 512 с.

### Диссертации
- Доржиева, Туяна Сергеевна.

Семантика топонимов чайного пути на территории Бурятии : ассоциативный эксперимент : диссертация ... кандидата филологических наук : 10.02.22 / Доржиева Туяна Сергеевна; [Место защиты: Калмыц. гос. ун-т]. - Улан-Удэ, 2013. - 204 с. 
- Манжуева, Юлия Фрунзевна.

Гидронимия Циркумбайкальского региона : диссертация ... кандидата филологических наук : 10.02.22. - Улан-Удэ, 2003. - 146 с.
- Шойжинимаева, Арюна Владимировна.

Ойконимия этнической Бурятии : Лингвистический анализ : диссертация … кандидата филологических наук : 10.02.16. — Улан-Удэ, 1999. — 158 с.